# Negroroncus densedentatus
Negroroncus densedentatus är en spindeldjursart som beskrevs av Volker Mahnert 1981. Negroroncus densedentatus ingår i släktet Negroroncus och familjen Ideoroncidae. Inga underarter finns listade i Catalogue of Life.